# Geografía de Mozambique

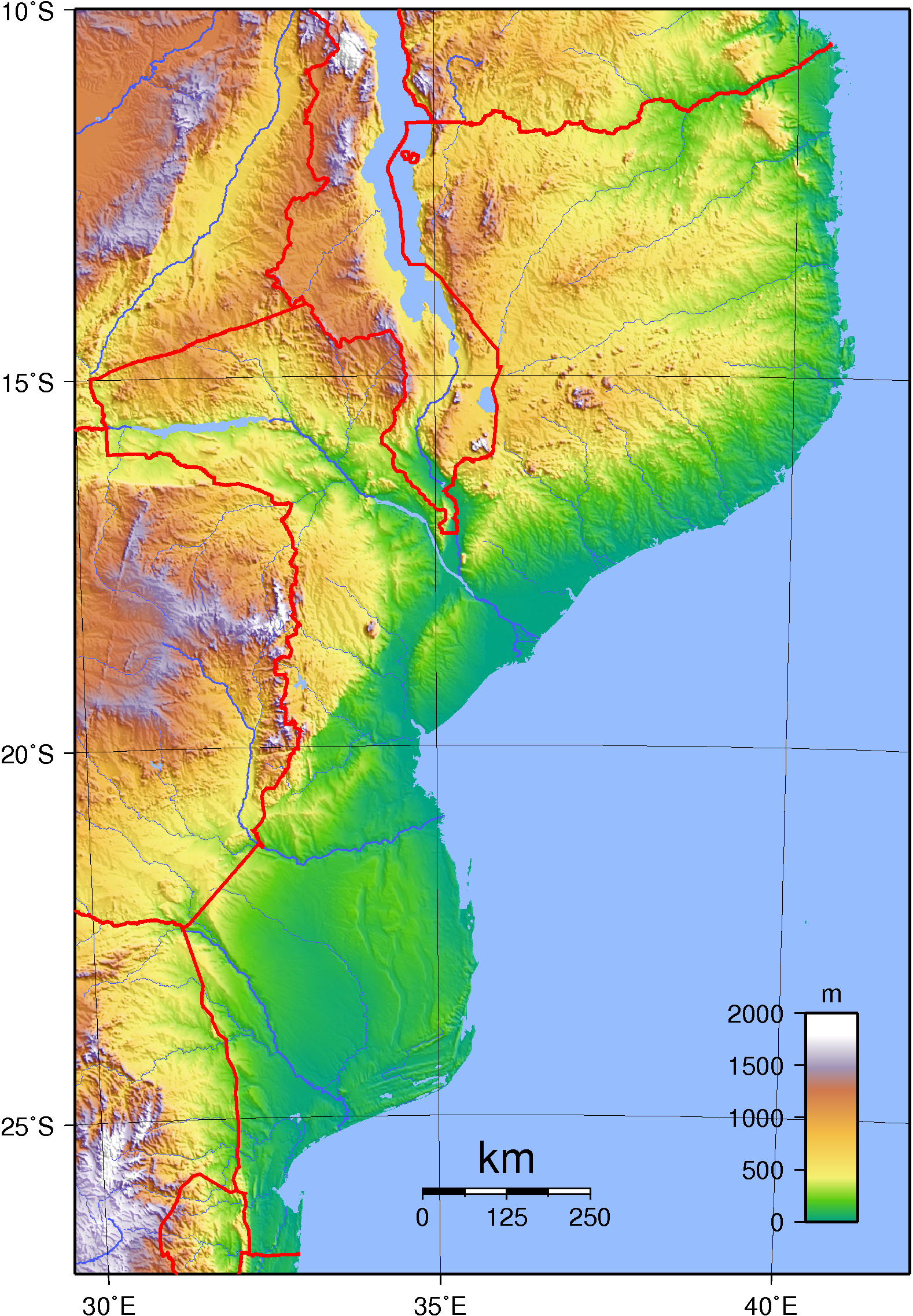
Topografía de Mozambique

Mozambique es un país oriental de África austral, limitado al norte por Zambia, Malaui y Tanzania, al este por el Canal de Mozambique y por el Océano Índico, al sur y al oeste por Sudáfrica y al oeste por Suazilandia y Zimbabue. 
En el Canal de Mozambique, el país tiene varios vecinos, las Comoras, Madagascar la posesión francesa de Mayotte y las dependencias de Reunión, Juan de Nova, Bassas da India e Isla Europa. La capital de Mozambique es Maputo (Lorenzo Márquez durante la colonización portuguesa).
La mitad norte (al norte del río Zambeze) es una gran meseta, con una pequeña planicie costera bordeada de arrecifes de coral y, en el interior, limita con macizos montañosos pertenecientes al sistema del Gran Valle del Rift. 
La mitad sur se caracteriza por una larga llanura costera de aluvión, cubierta por sabanas y cortada por los valles de varios ríos, entre los cuales el más importante es el río Limpopo.

## Relieve

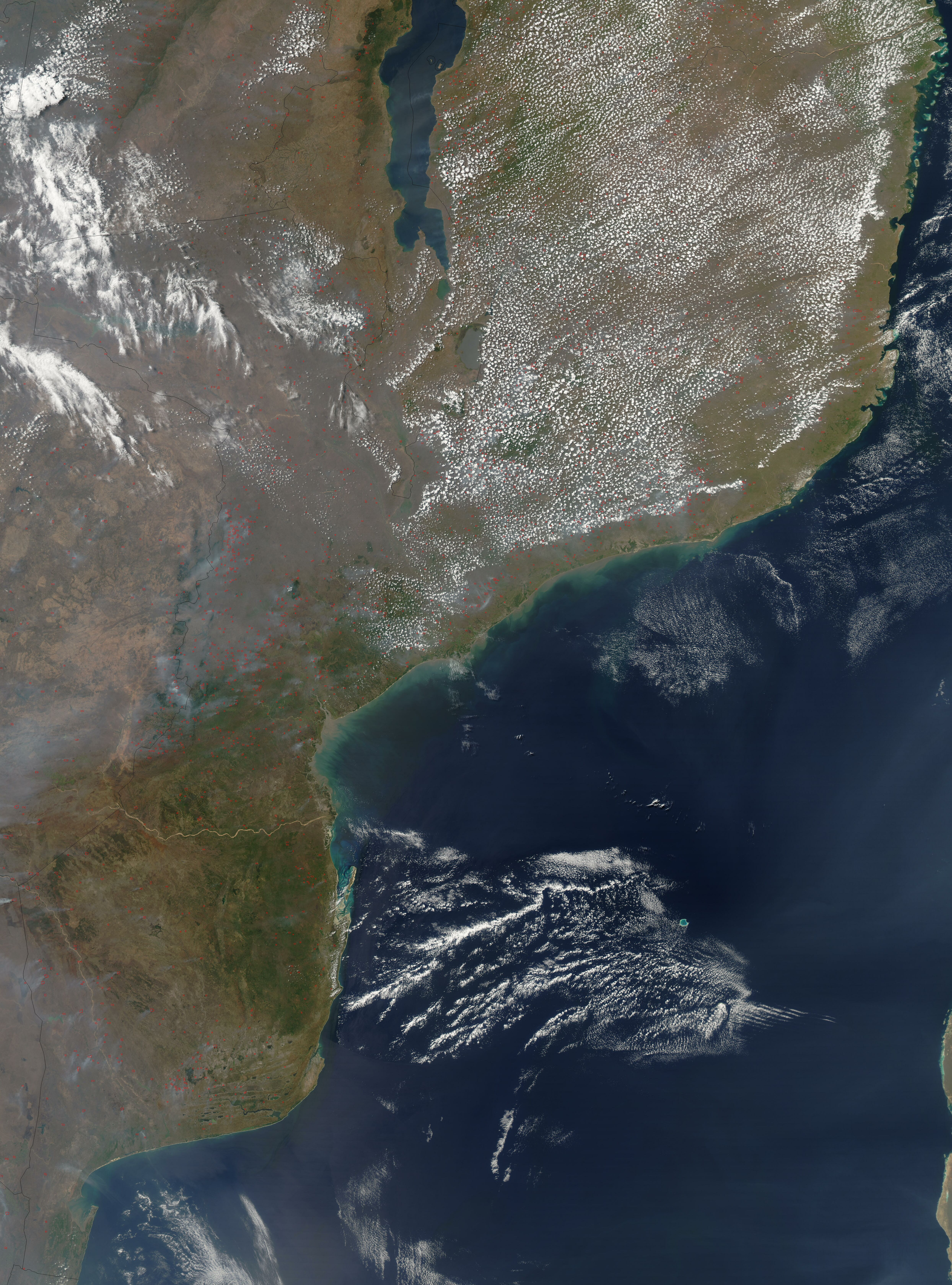
Fotografía satelital de Mozambique

El paisaje se eleva regularmente desde la llanura marítima, al este, hasta las montañas del oeste, con una región intermedia de altas mesetas al oeste, y la fractura de la falla del Rift, que abre el país por el noroeste.
La costa se extiende entre  los paralelos 26° 52′ y 10° 40′ de latitud sur, con una longitud de 2300 km. Dibuja una S abierta hacia el este. A 65 km al norte de la frontera con África del Sur, la bahía de Delagoa forma un arco inmenso. La costa gira hacia el este hasta Cabo Correntes, sigue la bahía de Inhambane, las islas de  Benguerra y  Bazaruto, y después se inclina hacia el oeste para formar la bahía de Sofala, al norte de la cual se encuentra el inmenso delta del Zambeze. La costa, sembrada de pequeñas islas coralinas, sigue hacia el nordeste hasta la pequeña isla de Mozambique, que dio nombre al país. Tras la inmediata bahía de Conducia, la costa se dirige hacia el norte. Aquí se encuentran las bahías de Fernao Veloso y Memba, y después de la bahía de Pemba, aparecen de nuevo una serie de islas, el archipiélago de las Quirimbas, que llegan hasta la frontera con Tanzania en el cabo Delgado.
El contraste entre las costas norte y sur de Mozambique es muy grande. Al norte, la costa está muy fragmentada, abunda en promontorios rocosos y acantilados, enfrentados a una cadena de islas. La costa sur es una llanura arenosa salpicada de manglares, y los puertos son raros y pequeños. Este contraste se explica por la violencia de la corriente oceánica del canal de Mozambique, que, en la mitad norte, erosiona y transporta los sedimentos entre Madagascar y el continente africano. 
Desde el punto de vista geográfico, la dorsal del país es la cadena de montañas que domina la meseta continental. Esta alterna entre abruptos acantilados y collados que descienden hacia la llanura marítima. En la mitad sur, se encuentra primero la cordillera de Lebombo, que recorre toda la frontera con Sudáfrica y no supera los 630 m de altitud. Más al norte, se encuentra el monte Binga, de 2436 m, en la frontera con Zimbabue, y la meseta de Manica, que alcanza los 2400 m en el monte Doe y los 2320 en el monte Panga. Al nordeste de esta meseta se alza el macizo de Gorongosa, con el monte Gogogo, de 1863 m. Como el anterior, es una formación granítica. 
La parte más montañosa del país se encuentra al norte del río Zambeze, que corta el país en dos mitades. El marco geográfico de Mozambique está fracturado desde el norte, además, por el Gran Valle del Rift, que forma como un diente separado desde el norte por el lago Malaui, el lago Chilwa y el río Shire. 
El río Zambeze entra en el país por el oeste desde Zimbabue, forma el embalse de Cahora Bassa, separado de Zambia, al norte, por las tierras altas de Angónia, y discurre hacia el sudeste para recibir al río Shire que procede de Malaui. 
El nordeste de Mozambique, la parte más amplia y deshabitada, se extiende hacia el norte hasta Tanzania. En esta región se encuentran consecutivamente desde el sur, al este del lago Chilwa, el macizo de Namuli, cuyo punto culminante, el monte Namuli, se eleva a 2700 m, y cuyos picos secundarios, Molisani, Mruli y Mresi, alcanzan altitudes entre 2000 y 2400 m. Estas montañas están cubiertas de bosques lujuriantes. Más al norte, se eleva la meseta de Lichinga que bordea por el este el lago Malaui, con alturas de 1500 a 1800 m y un desnivel de novecientos metros en solo 10 km, y desde aquí hasta Ibo, en la costa, se encuentra la inmensa meseta de Niassa, que desciende suavemente, sembrada de picos de granito que forman un paisaje espectacular, hasta la provincia de Cabo Delgado, donde la meseta sigue descendiendo hasta el mar. Más de 600 km de sabana arbolada de miombo oriental desde Malaui hasta la costa, un área de casi medio millón de km² si se incluye el sur de Tanzania.
El delta del Zambeze ocupa 18 000 km² de llanura aluvial en la costa central del país, frente al océano Índico, de los cuales 3000 km² están protegidos por la WWF como zona Ramsar por su biodiversidad.

## Clima

Mapa Köppen de climas de Mozambique. Cálido y desértico en rojo, semiárido en calabaza, subtropical húmedo en verde claro e idéntico de tierras altas en verde oscuro, y tropical de sabana en azul.

Mozambique tiene clima tropical, con dos estaciones bien definidas e invertidas respecto al hemisferio norte, una lluviosa de noviembre a marzo, y otra seca, de mayo a octubre. Las temperaturas son más bajas durante el invierno austral, de mayo a agosto. En las tierras altas, las temperaturas son suaves, pero en las zonas costeras y bajas, e incluso en el valle del Zambeze, el calor puede ser intenso incluso en el periodo de las lluvias.
Durante el invierno, los vientos del sudeste suavizan las temperaturas, incluso pueden ser bajas en las regiones del sur (Gaza, Maputo, Inhambane) cuando se desplaza una masa de aire del interior de Sudáfrica. De junio a octubre apenas llueve, aunque son posibles chubascos en la costa central, entre Quelimane y  Beira.
Durante el verano, en el norte y centro del país prevalecen los vientos del noroeste procedentes del centro del continente, mientras en el sur prevalecen los vientos alisios procedentes del océano Índico, con la suficiente humedad y energía para provocar nubes de crecimiento vertical y tormentas. Las lluvias se dan por la tarde o al anochecer, salvo en las montañas, donde el cielo permanece cubierto.
La zona más árida se encuentra en el Parque transfronterizo del Gran Limpopo, en el sudoeste, unido al parque Krüger de Sudáfrica, con precipitaciones inferiores a 500 mm anuales, y en el valle del Zambeze, al oeste. En Tete, junto al río Zambeze, en el interior del país, caen 630 mm en 48 días, entre noviembre y mayo, superando los 100 mm mensuales entre diciembre y febrero, y con temperaturas medias máximas que superan los 30.oC casi todo el año, con máximas de 36 oC y mínimas de 24 oC en noviembre y diciembre. Entre mayo y septiembre refresca por las noches, con 16-18 oC .
La zona más húmeda del país se encuentra en la costa central, en el noroeste, en las zonas montañosas al este del lago Malaui y en los montes Namuli y Chiperone, con precipitaciones entre 1400 y 1600 mm. En Quelimane, capital de Zambezia, junto al estuario del río Cuacua, caen 1600 mm en 97 días, con un máximo de 300 mm en febrero y un mínimo de 25 mm en septiembre.
En el sur, en Maputo, caen 815 mm en 60 días, con un máximo de 170 mm en enero y un mínimo de 15 mm en agosto. Las temperaturas anuales oscilan entre los 14 oC de mínimas medias en junio y julio, y los 30 oC de medias máximas en enero y febrero. Al norte, en Pemba, zona afectada por ciclones, caen cerca de 900 mm, con más de 100 mm mensuales entre diciembre y abril, con una media anual de 26,2 oC.

## Hidrografía

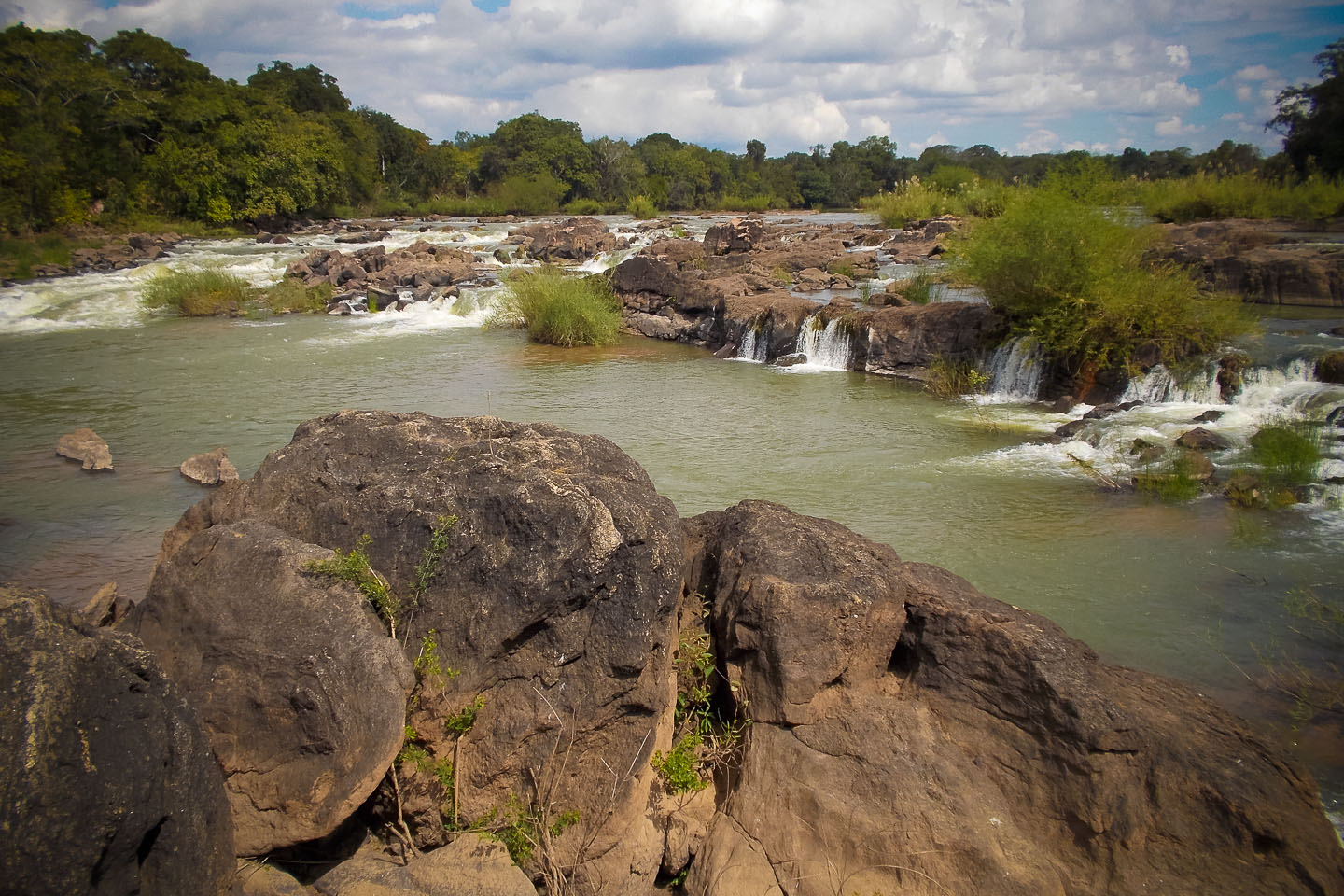
Río Lugenda, cerca de Cassembe y la reserva de Niassa

La frontera norte de Mozambique y Tanzania está formada en su mayor parte por el río Ruvuma (Rovuma en Mozambique), entre cuyos afluentes por el lado derecho destaca el río Lugenda, de 300 km de longitud, que nace cerca del lago Chilwa, cruza la Reserva Nacional de Niassa y se une al Ruvuma en Negomano. 
En las provincias de Niassa y Cabo Delgado se encuentran el río Messalo, el río más importante del norte de Mozambique, con una cuenca de 24 000 km² y un recorrido de 530 km. Le siguen hacia el sur el río Lúrio y el río Mocubúri, que nacen cerca del monte Namuli. 
La región central está dominada por el río Zambeze, que recorre 819 km a través del país, y sus afluentes, que drenan una cuenca de 225 000 km².
En la parte sur del país, siguen los ríos Pungue (400 km y una cuenca de 31 000 km²), que nace en el monte Nyangani, y Buzi (250 km y una cuenca de 31 000 km²), que desembocan en Beira, en la parte más ancha del canal de Mozambique. Más al sur se encuentra el río Save (400 km y una cuenca de 106 420 km²).
Por último, en la provincia de Gaza, el río Limpopo, procedente de Zimbabue, desciende 250 m en solo 43 km de rápidos y es navegable desde la confluencia con el río Olifants (Dos Elefantes) hasta la costa, a 209 km.

### Embalses

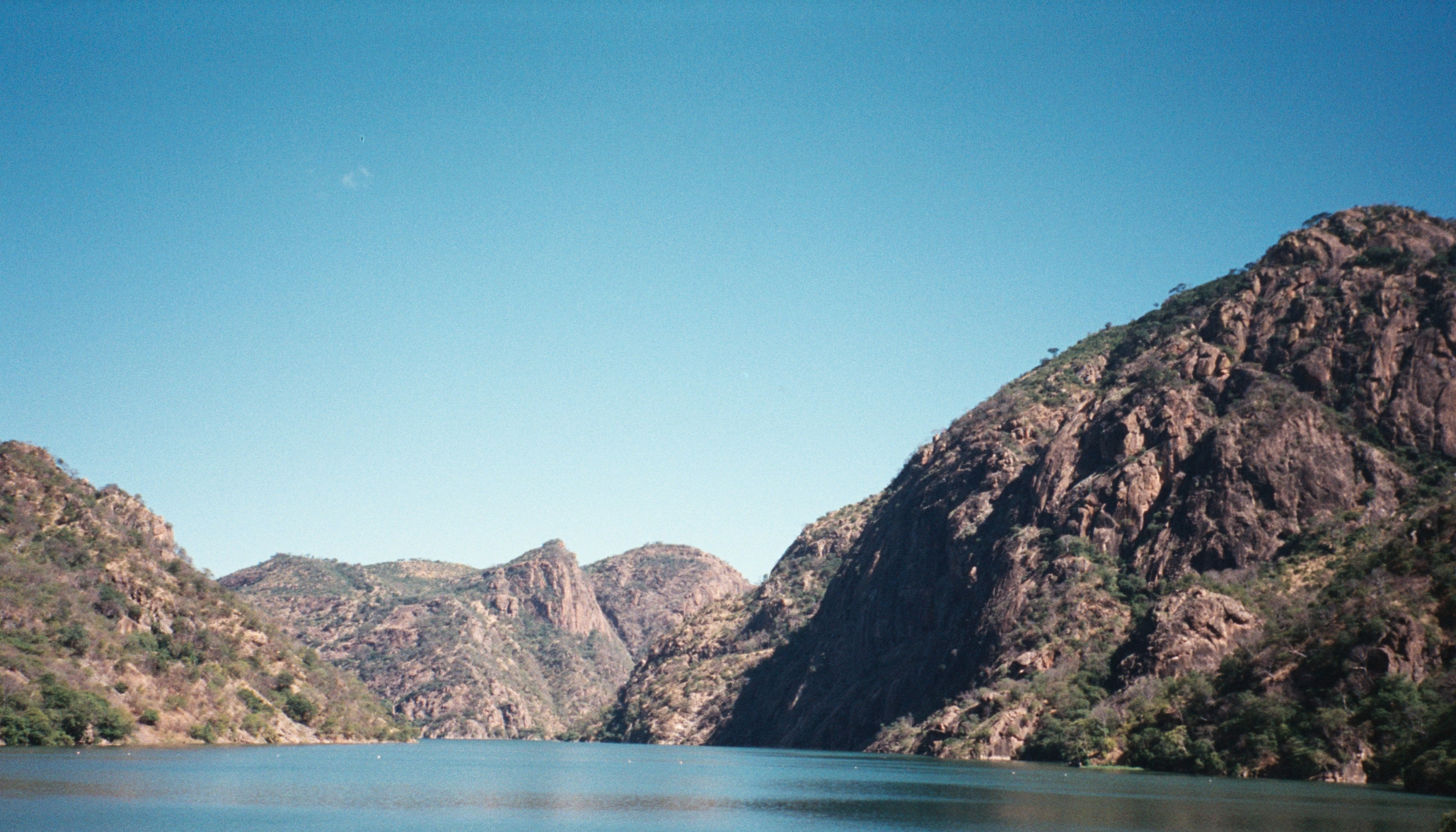
Embalse de Cahora Bassa

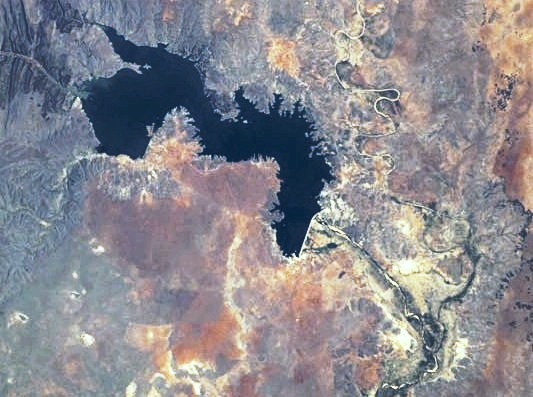
Embalse de Massingir, donde se unen los ríos Shingwedzi y Dos Elefantes.

En Mozambique hay un proyecto para construir 25 presas entre 2020 y 2040. Entre las ya planificadas, en el río Megaruma, en Cabo Delgado, con una capacidad de 0,181 km³; en el río Lúrio, en el nordeste con 1 km³ de capacidad, en el río Limpopo, con 7,2 km³ de capacidad en el embalse de Mapai, en el río Licungo, el embalse de Mugeba, con 0,267 km³, y en el río Pungwe.
- Embalse de Cahora Bassa, en el río Zambeze, al oeste de Mozambique, construida en 1974, con una superficie de 2739 km², 292 km de longitud y 38 km de anchura, y una potencia hidroeléctrica de 2025 MW.
- Embalse de Massingir, en el río Olifants, cerca de la frontera con Zimbabue, construido en 2006, 150 km², 2,88 km³, 12 km de longitud.
- Embalse de Macarretane, en el río Limpopo, para regadío en Chókwè y para contener las crecidas, 39 puertas móviles.[8]
- Embalse de Mphanda Nkuwa, en construcción en el río Zambeze, 97 km², 60 km de longitud, 1500 MW.[9]

## Áreas protegidas de Mozambique
En Mozambique hay 62 áreas protegidas que ocupan 228 502 km², el 28,8 % del territorio (791 082 km²), y 9763 km² de áreas marinas, el 1,7 % de la superficie que corresponde al país, de 574 410 km². De estas, 8 son parques nacionales, 13 son reservas forestales, 7 son reservas nacionales, 1 es una reserva especial, 1 es un santuario, 1 es un área medioambiental protegida, 20 son reservas de caza, 1 es un parque ecológico, 3 son áreas de conservación comunitaria y 5 son áreas o zonas colchón. También hay 2 sitios Ramsar.

Proyecto del Parque transfronterizo del Gran Limpopo, con más de 35.000 km²

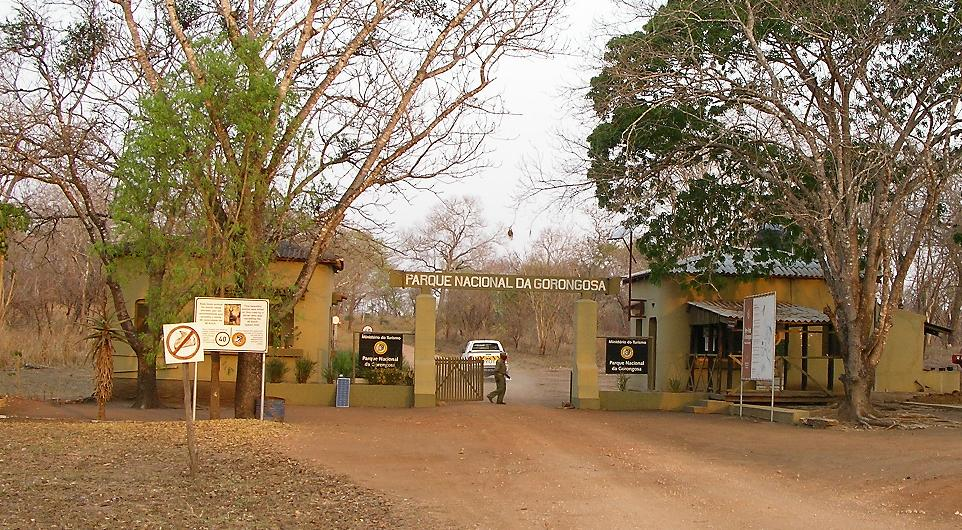
Entrada al parque nacional de Gorongosa

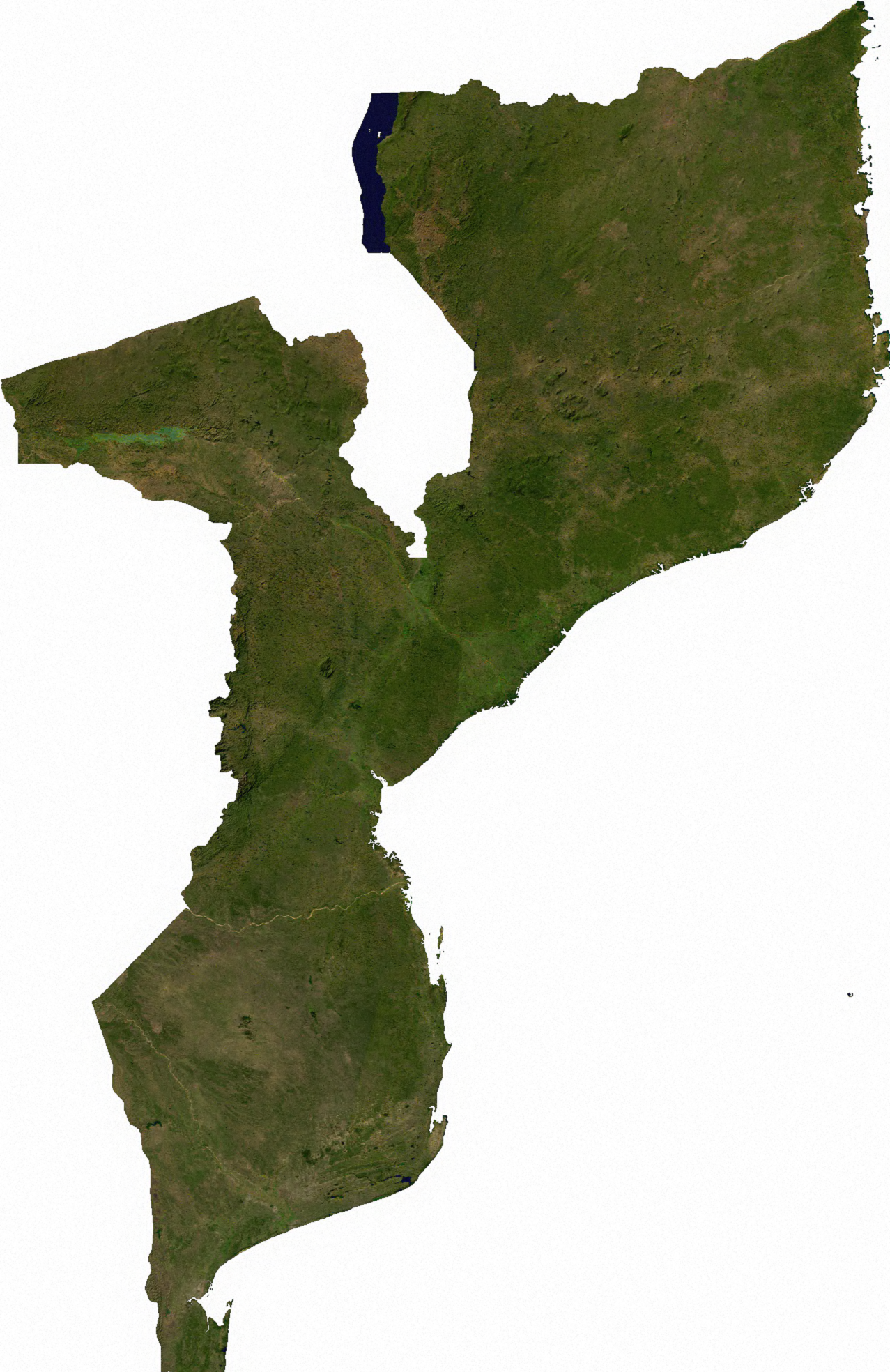
Imagen satelital de Mozambique.

### Parques nacionales
En Mozambique, los parques nacionales ocupan una superficie en torno a 40 000 km². Por otro lado, las reservas nacionales donde viven grandes animales y que no tienen el mismo estatus de protección y atención turística ocupan más de 55 000 km². Destacan dos grandes zonas geográficas protegidas, a ambos extremos del país, la Reserva Nacional de Niassa, al norte, y el proyecto de Parque transfronterizo del Gran Limpopo con casi 50 000 km², al sur.
- Parque nacional de Banhine, 1973, en Gaza, cuenca del río Limpopo, 7250 km², semiárido, humedal, búfalos, cebras, ñus azules, alcéfalos, etc. Está previsto añadirlo al Parque transfronterizo del Gran Limpopo.[11]
- Parque nacional de Bazaruto, en Inhambane, 1971, 1463 km², archipiélago coralino de seis islas de Bazaruto: Bazaruto, Benguerra, Margaruque, Santa Carolina (Paradise Island), Banque y Pansy Shell; aves, coral.
- Parque nacional de Gorongosa, en Sofala, 1960, 5370 km², en el Gran Valle del Rift, centro del país, monte Gorongosa, granito, 1863 m de altitud, bosque montano húmedo, gargantas, llanura de miombo, pradera; reintroducción de especies después de la guerra.[12]
- Parque nacional de Limpopo, 11 233 km², al sur, forma parte del proyecto de Parque transfronterizo del Gran Limpopo, que agrupa el parque nacional Kruger de Sudáfrica y el parque nacional Gonarezhou de Zimbabue y contará con 35 000 km²; sabana arbolada de mopane del Zambeze; grandes mamíferos trasladados desde Krüger a partir de 2004.[13]
- Parque nacional de Magoe, en la provincia de Tete, al oeste, orilla sur del embalse de Cahora Bassa, 3 558 km², hipopótamo, leopardo, león, etc.[14]
- Parque nacional de Quirimbas, Cabo Delgado, 2002, 7506 km², archipiélago de las islas Quirimbas, en el nordeste, bosque costero, manglares y coral.[15]
- Parque nacional de Zinave, Inhambane, 1973, 4 000 km², en el sur, está previsto añadirlo al Parque transfronterizo del Gran Limpopo.[16]

El Parque transfronterizo del Gran Limpopo engloba tres parques nacionales de Mozambique (Limpopo, Banhine y Zinave), el parque nacional Kruger, de Sudáfrica, el parque nacional de Gonarezhou, de Zimbabue, la Reserva de elefantes de Maputo, en Mozambique, y varias áreas protegidas que sirven de enlace entre los parques que no están conectados entre sí, como Sengwe, que une Gonarezhou con Kruger, el triángulo Pafuri de Makulele un área de 240 km² al norte de Kruger, en el río Limpopo y la Malipati Safari Area, al sudeste de Gonarezhou.
Por su parte, sigue en proceso de formación el Área de Conservación Transfonteriza Niassa-Selou, con la unión de la Reserva Nacional de Niassa, de 42 000 km², al norte del país, y la Reserva de caza Selous, en Tanzania, que tiene unos 50 000 km², unidas por el Corredor de Vida Salvaje Selous-Niassa. Entre ambas, darían lugar a una reserva de más de 100 000 km², la más grande del mundo. Desgraciadamente, la caza furtiva pone en peligro la existencia de la mayor población del mundo de elefantes, muchos de los cuales circulan entre Mozambique y Tanzania.

## Población y etnias de Mozambique

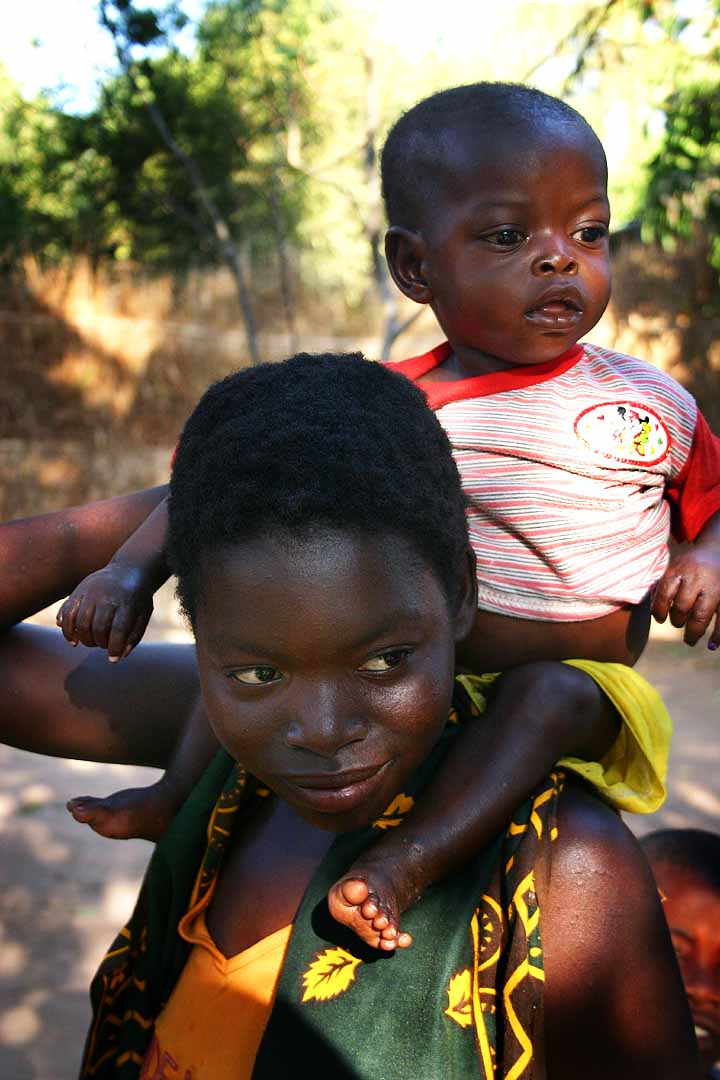
Mujer y niño de la etnia makua en Mozambique

En 2022, se estima una población de 32 652 000 habitantes en Mozambique, con un crecimiento anual del 2,93 %, es decir, unas 889.000 personas más cada año. La edad media es de 17,6 años, y la media de hijos es de 5 por mujer. La esperanza de vida es de 62,13 años. La mortalidad infantil es de 44,9 niños por 1000 nacimientos (en España es de 2). La densidad de población no es muy alta, de 40 hab/km², con una población urbana del 38,3 %. Solo hay una ciudad que pasa del millón de habitantes, Maputo, con 1,191 millones, seguida de Matola, con 675 000, Beira, con 530 000, Nampula, con 388 000 y una decena de ciudades que superan los cien mil habitantes. La previsión es que, en 2050, haya en Mozambique unos 65 millones de habitantes.
Mozambique posee una población étnica diversa, pero los grupos étnicos son cambiantes y han sido definidos por el contexto histórico. En 1961, fueron considerados portugueses, pero las mismas autoridades portuguesas crearon algunas divisiones étnicas, como los lomwe makua, o makua superiores, dentro del grupo más numeroso, los makua. En realidad, hay cuatro grupos principales divididos en numerosos subgrupos, el grupo de los makua, el de los tsonga, el de los lomwe y el de los sena. Joshua Project, contando a los distintos grupos europeos, incluyendo a los sordomudos, de los que hay más de 300 000 y a los zulúes, de los que hay poco más de 6000, encuentra unos 61 grupos y subgrupos distintos. Los makua formarían 6 o 7 grupos distintos hasta sumar los 7,5 millones. Otros grupos importantes serían los shona, los chopi, los chewa, los yao, los makonde y los ngoni. La página de etnología Ikuska considera unos 55 grupos nativos distintos.¡, sin contar franceses (2300), alemanes (4400), griegos (14 000), hindúes (47 000), coreanos (46 000) y los más numerosos portugueses (2 487 000).

## Información general
Ubicación: África austral, bordeando el canal de Mozambique en el Océano Índico, entre Tanzania y Sudáfrica
Carla Sierra Borja Thelok
Coordenadas geográficas
- 19°15′ N, 30°00′ E

XP
Área total:  
- 801 590 km²

huso horario:UTC más 2
Ca
- Pemba
- Xai-Xai
- Angoche

Fronteras terrestres:
- Total: 4571 km
- Países limítrofes: Malaui 1569 km; Zimbabue 1231 km; Tanzania 756 km; Sudáfrica 491 km; Zambia 419 km; Suazilandia 105 km.

Costas marítimas:
- 2470 km

Reclamos de soberanía marítima:
- Zona de pesca exclusiva: 200 m.n.
- Mar territorial: 12 m.n.

Tipo de terreno: 
La mayor parte del territorio está compuesta por tierras bajas costeras, principalmente en el sur del país, las tierras altas se ubican en el centro con presencia de montañas en el oeste, mientras el noroeste se caracteriza por la presencia de mesetas altas.
Tipo de clima: Tropical y subtropical
Elevaciones extremas:
- Punto más bajo: Costa del Océano Índico 0 m s. n. m.
- Punto más alto: Monte Binga 2436 m s. n. m.

Recursos Naturales: Carbón, titanio, gas natural, energía hidroeléctrica, tantalio, grafito.
Uso de la tierra:
- Tierras arables: 5,43 % (est. 2005)
- Cultivos permanentes: 0,29 % (est. 2005)
- Otros: 94,28 % (est. 2005)

Tierras irrigadas: 1180 km² (est. 1993)
Riesgos naturales: sequías graves; ciclones devastadores e inundaciones en las provincias centrales y meridionales.